# Hôtel de ville de Moulins
L'hôtel de ville est situé sur la commune de Moulins (France).

## Localisation
L'hôtel de ville est situé sur la commune de Moulins, dans le département de l'Allier, en région Auvergne-Rhône-Alpes.

## Description
L'hôtel de ville est un édifice néo-classique construit par l'architecte François Agnéty, unissant les fonctions de mairie et bibliothèque, se traduisant en plan par deux bâtiments reliés par un portique et une cour intérieure. L'usager peut ainsi traverser le bâtiment et accéder au programme de son choix. L'ordonnance des façades s'inspire des palais italiens. La salle de lecture de la bibliothèque et la salle d'apparat de la mairie ont conservé leurs décors d'origine. La salle de lecture reprend l'ordre dorique portant une galerie périphérique formant le niveau supérieur au pourtour duquel se développent des rayonnages. Les boiseries de cette salle sont en chêne rehaussé de filets dorés. La salle d'apparat, élément central du bâtiment avant, offre un décor plus riche, rehaussé d'un ordre corinthien. L'hôtel de ville est caractéristique de ce style qui connut son principal développement à travers les édifices publics.

## Historique
L'hôtel de ville est inscrit partiellement au titre des monuments historiques par arrêté du 30 octobre 1987.

## Protection
Éléments protégés : les façades et les toitures y compris les passages voutés et les galeries à arcades sur la cour ; salle de lecture de la bibliothèque avec ses boiseries au premier étage ; grande salle d'apparat avec son décor au premier étage.

## Galerie

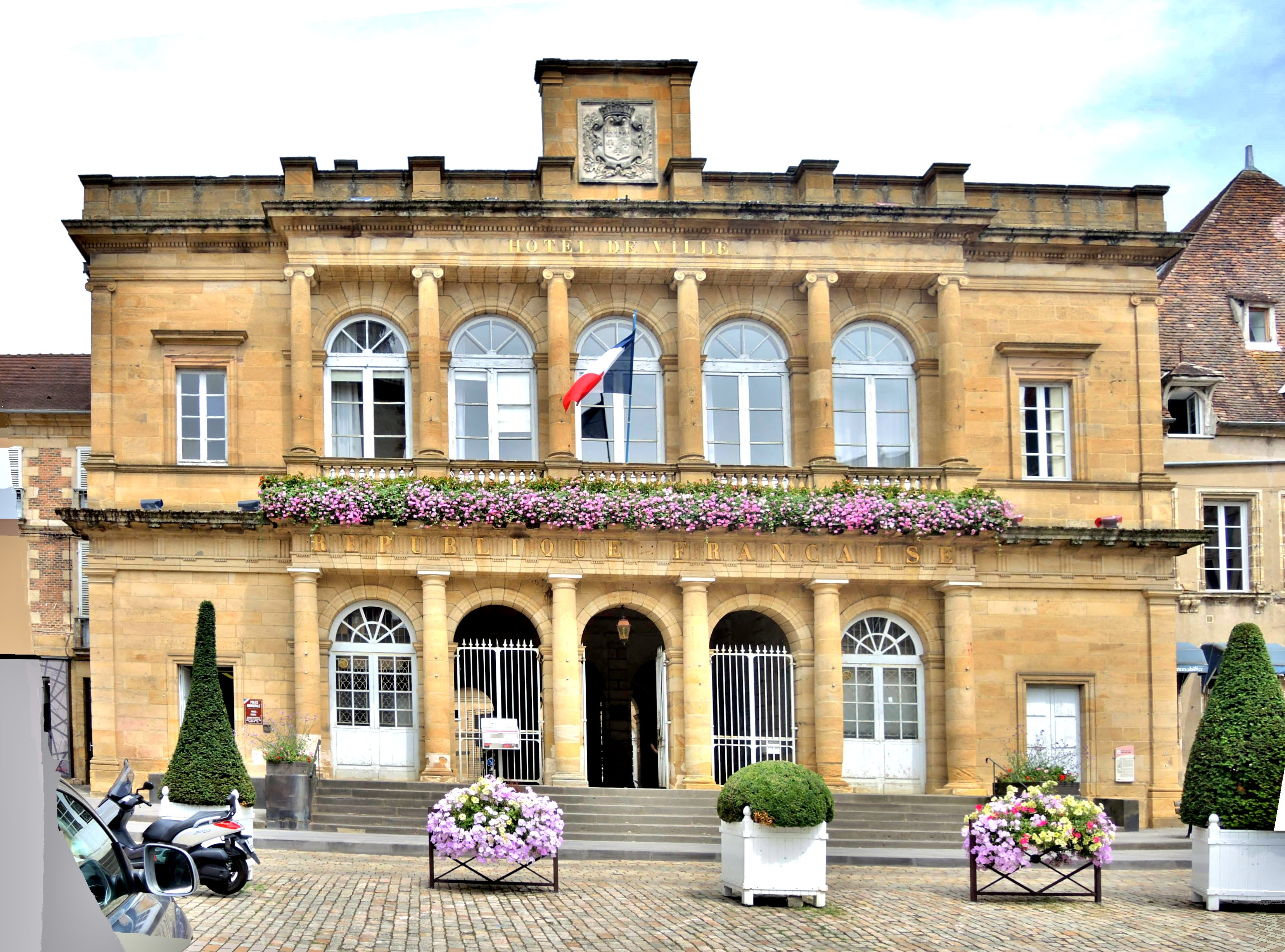
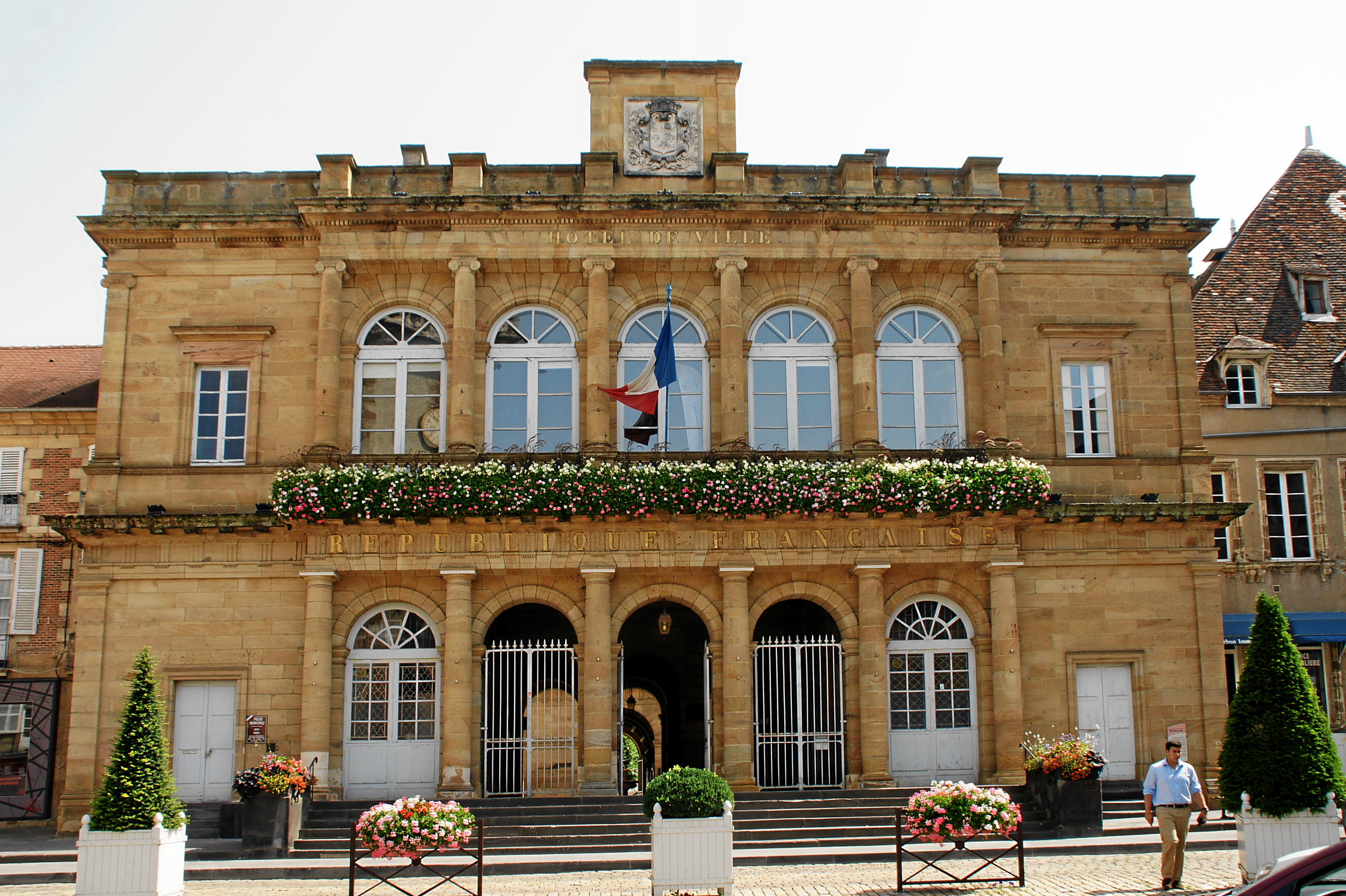
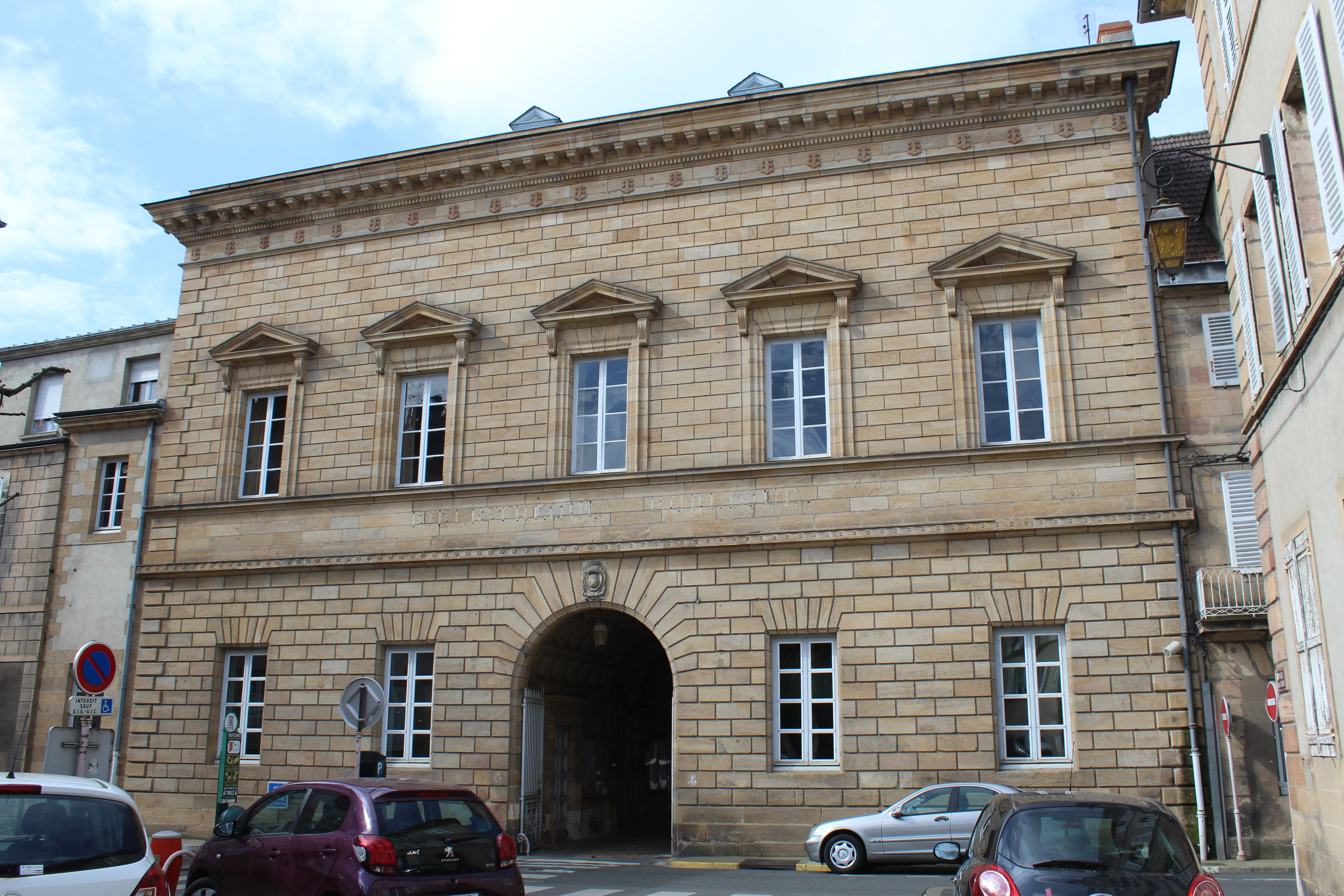
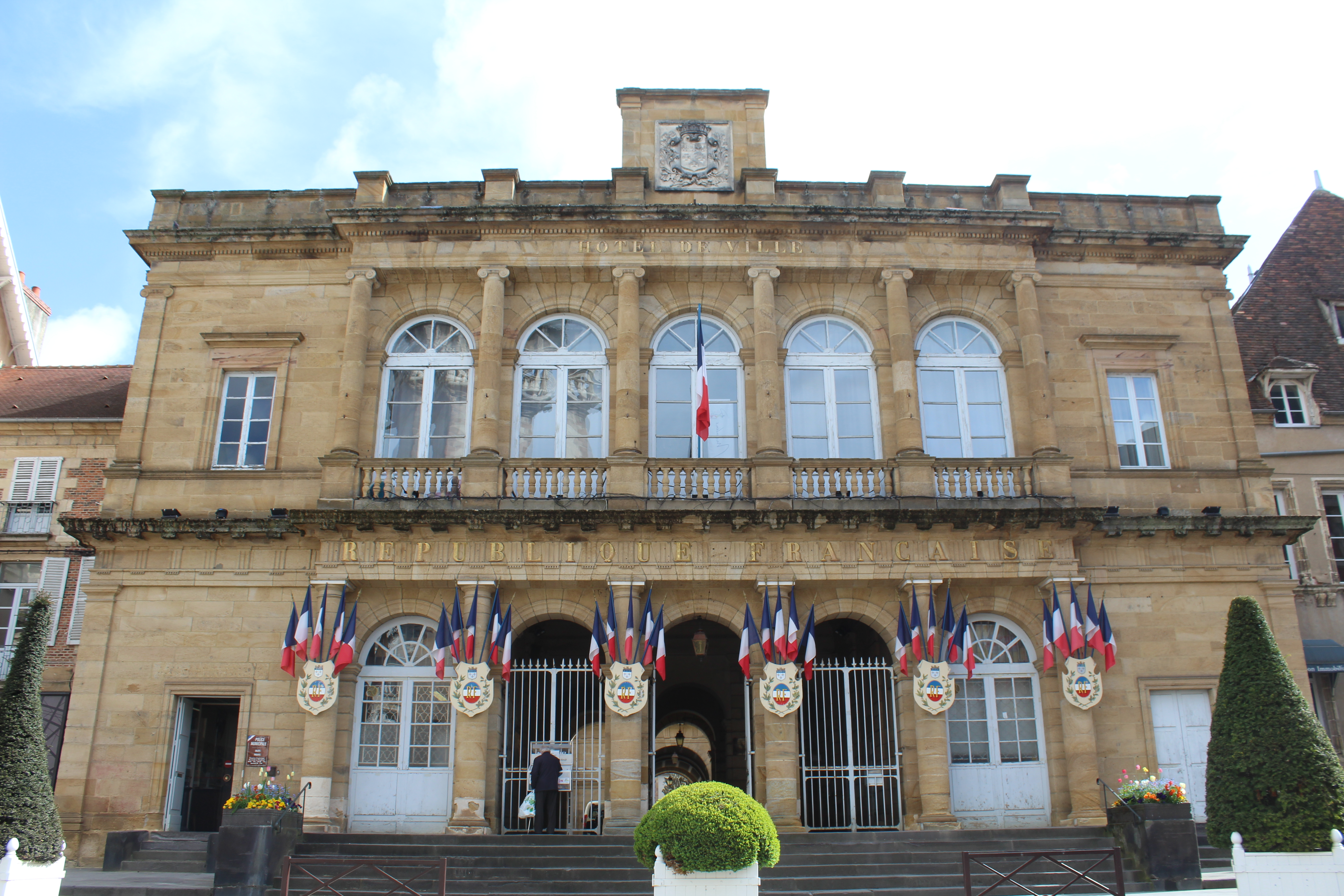
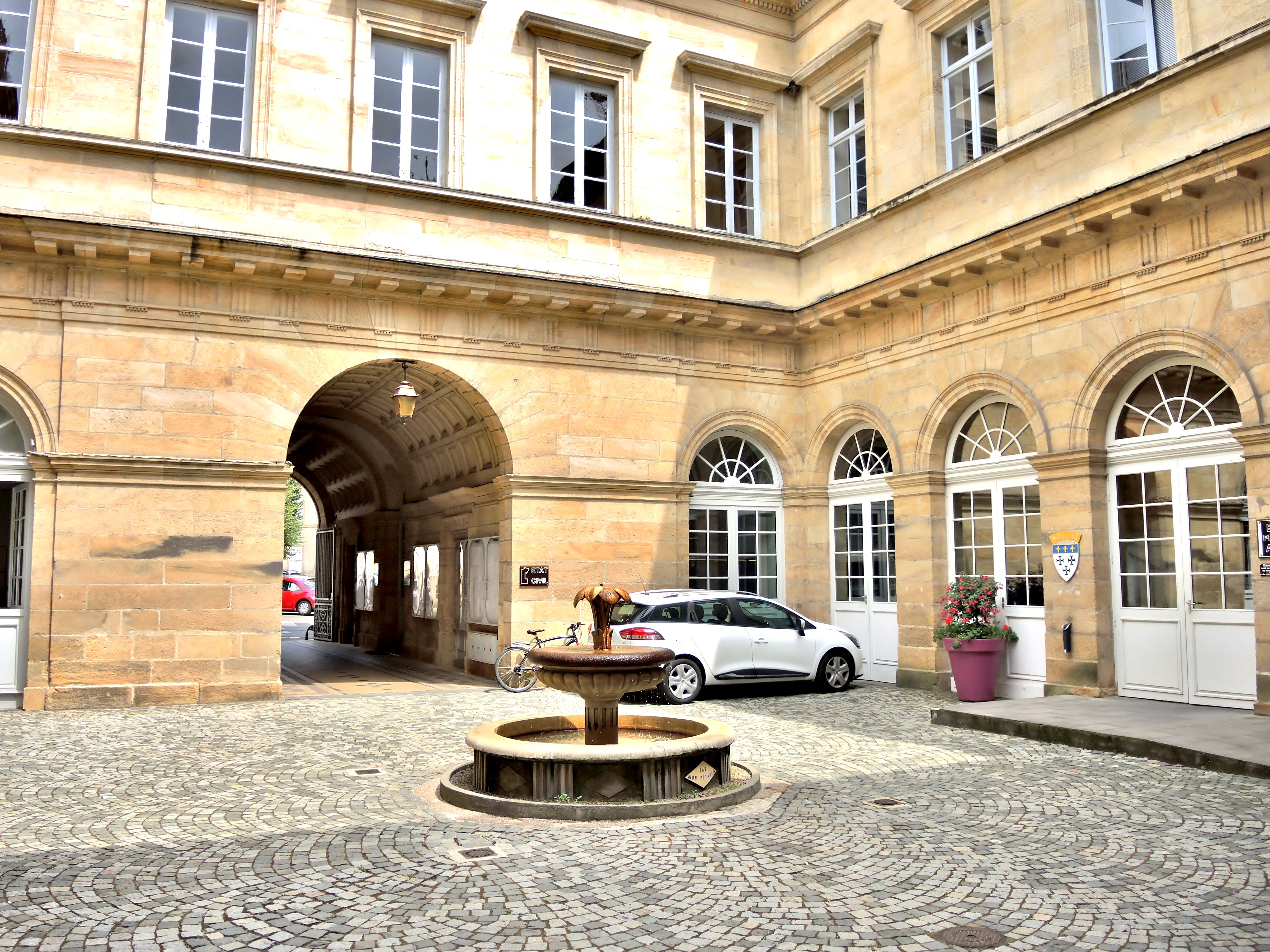
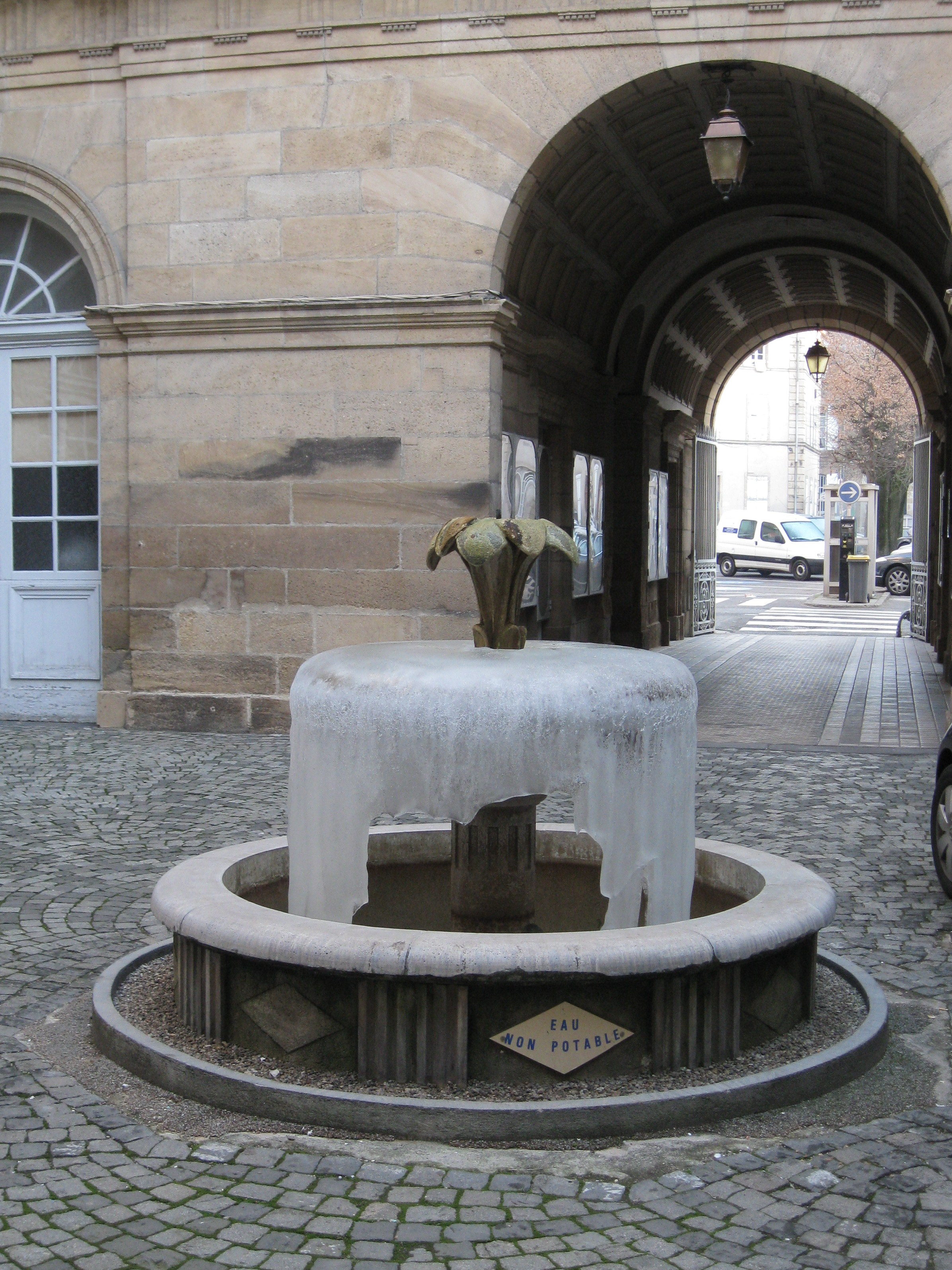
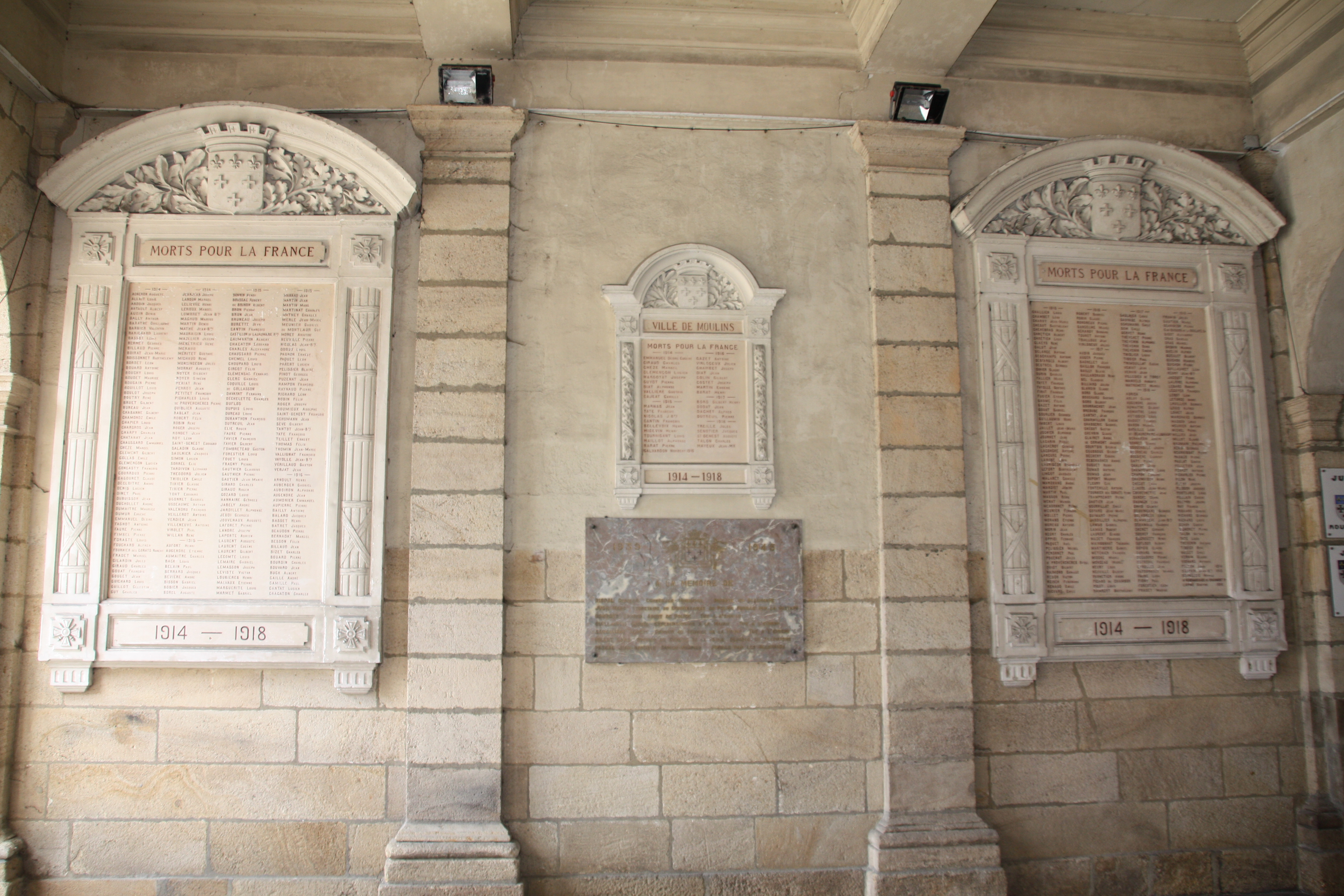
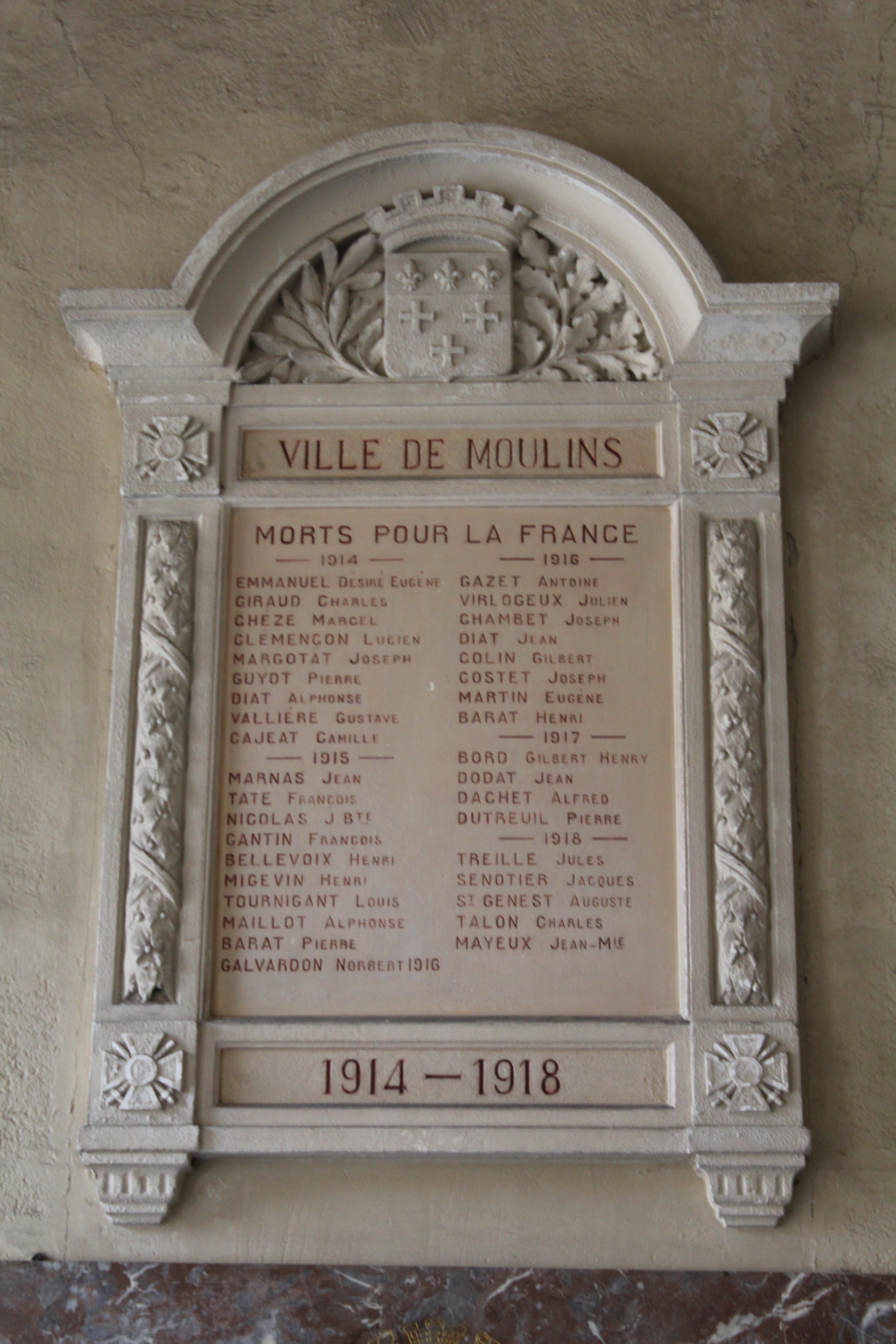